# Висимо-Уткинск
Виси́мо-У́ткинск — посёлок в Свердловской области России. Входит в городской округ город Нижний Тагил. Бывшая конечная станция Висимо-Уткинской узкоколейной железной дороги. Посёлок расположен на территории природного парка «Река Чусовая».

## Географическое положение
Висимо-Уткинск расположен вблизи хребта Весёлые горы, на реке Межевой Утке (правом притоке реки Чусовой), к северо-западу от Екатеринбурга и в 42 километрах (по автотрассе в 58 километрах) к юго-западу от Нижнего Тагила. В черте посёлка река Межевая Утка образует Висимо-Уткинский пруд, который продолжается к югу за пределы посёлка. На восточном берегу пруда, к юго-востоку от Висимо-Уткинска, находится небольшая деревня Малые Галашки. Посёлок расположен в горной, возвышенной местности, покрытой хвойными лесами (сосной, пихтой, елью, лиственницей). Климат в районе Висимо-Уткинска умеренно-холодный и весьма благоприятный для здоровья жителей; болезней эпидемического характера почти не бывает. Почва глинистая и каменистая, весьма неудобная для хлебопашества.

## История
Согласно Н. Чупину название дано Висимо-Шайтанскому заводу основателем Акинфием Демидовым для отличия от другого, принадлежавшего ему же, Шайтанского завода. Первыми поселенцами были пришлые люди, бежавшие сюда из Европейской России для избежания кары закона за преступления и, главным образом, раскольники — старообрядцы, искавшие глухие и безопасные места. Первым селением здесь была деревня Ближняя Галашки в одной версте от завода. Для заводских работ помещиками Демидовыми было переселено сюда много крепостных крестьян из Арзамасского и Нижегородского уездов Нижегородской губернии и из Черниговской губернии и Полтавской губернии. Сельчане работали на заводе, занимались и доставкой железа на завод, которая привозилась для переработки сюда с Висимо-Шайтанского завода, Черноисточинского завода, Лайского завода и Нижне-Тагильского завода, заготовляли и доставляли дрова и уголь для завода, занимались перевозкой фабрикатов заводского производства до пристаней на реке Чусовой, загрузкой их здесь на суда.
Во времена Демидовых Висимо-Уткинск был важным промышленным транспортным узлом, в котором пересекались потоки людей, товаров и изделий из чугуна, стали, золота, драгоценных и полудрагоценных камней. Здесь была пересадка и перегрузочная база с узкоколейной железной дороги груза, поступавшего из невьянских и тагильских заводов Демидовых, на речные суда, переправлявшие всё это по рекам Межевой Утке, Чусовой и Каме, а далее — в центральную часть России и Европу. В честь заслуг жителей Висимо-Уткинска и окрестных деревень в конце XVIII века наследниками Акинфия Демидова в Висимо-Уткинске была возведена деревянная Иакинфиевская церковь, которая была названа в честь Демидова.
В 1860 году было открыто церковно-приходская школа. В 1896 году открылась женская церковно-приходская школа, а смешанное земское училище в самом заводе было открыто в 1872 году.

### XXI век
В октябре 2004 года рабочий посёлок Висимо-Уткинск был отнесён к категории сельских населённых пунктов к виду посёлок.
В ноябре 2005 года были заложены 2 новых храма — во имя святого равноапостола князя Владимира и во имя святого апостола Андрея Первозванного. Второй храм был возведён на поселковом кладбище.
С 2006 года в рамках организации местного самоуправления Висимо-Уткинск входит в городской округ город Нижний Тагил, однако до осени 2017 года в рамках административно-территориального устройства области продолжал входить в состав Пригородного района. 1 октября 2017 года посёлок передан из состава района в состав города Нижнего Тагила как административно-территориальной единицы.

### Висимо-Уткинский железоделательный завод
В XIX веке в посёлке, относящемся тогда к Верхотурскому уезду Пермской губернии, функционировал Висимо-Уткинский железоделательный завод. Завод принадлежал к группе Нижнетагильских заводов наследников Демидова, князя Сан-Донато. Был построен в 1771 году Акинфием Демидовым на реке Межевой Утке.
В конце XIX века в посёлке насчитывалось 378 дворов и 2574 жителя. Функционировала православная церковь, часовня, школа и несколько лавок.
Висимо-Уткинский завод собственно своего железа, кричного, производил очень мало (около 5000 пудов), а перерабатывал (прокатывал) железо, вырабатываемое пудлинговыми печами Висимо-Шайтанского завода. В 1886 году железа было выделано 311054 пуда, в 1887 г. 319254 пудов и в 1888 г.— 367621 пудов.
В 1890 году завод с 89 951 десятин земли купил С. А. Строганов (впрочем 24 081 десятин из покупки граф был вынужден отдать в надел населению этого горнозаводского центра).
Висимо-Уткинский железоделательный завод был закрыт в 1912 году.

### Висимо-Уткинская узкоколейная железная дорога
В 1896 году была построена Висимо-Уткинская узкоколейная железная дорога Нижний Тагил — Висимо-Уткинск.
В 2002 году прекратила своё функционирование узкоколейная железная дорога. Приблизительно в 2005 году она была разобрана.

## Архитектура
В посёлке Висимо-Уткинске и сросшейся с ним деревней Малые Галашки преобладает линейное (рядовое) расположение застроек поселения. Здесь наблюдаются два подтипа застроек: прибрежно-рядовая (вдоль реки и пруда, с однорядной или многорядной застройкой) и придорожно-рядовая (вдоль сложившихся сухопутных дорог и трактов, с двусторонней застройкой дороги-улицы, обращёнными друг к другу двумя фасадами домов).
Выделяются две доминирующие и чёткие планировочные разновидности: дома обращены окнами к воде, а огородами от воды. При выборе берега обязательно учитывалась ориентация окон изб и на солнце. Огороды располагались за жилищем от воды. Это явно прослеживается в районе Малые Галашки — дома расположены на правом берегу реки Межевая Утка.
Сам посёлок имеет регулярную застройку — застроенный по намеченному плану с обязательной прямой улицей, чёткой уличной сеткой и ярко выраженным центром — заводом.
В посёлке сохранились старинные, частично перестроенные дома, «кержацкие», имеют очень большой вынос скатов над лицевым фасадом. Стены рублены «в лапу». Большой длины бревна поперечной стены избы, выходят за пределы сруба, служат ограждением двора, создавая единый монолит дома.
Все дома, как правило, с симметричными скатами крыш, преобладают пятистенные дома, срубленными брусом. Ярко прослеживается разновидность различных типов жилищ, что говорит о широких контактах населения, развитием промыслов, промышленности, имущественным расслоением жителей. Развитие приисков и завода дало возможность жителям получать дополнительные заработки.
Часто встречаются деревянные дома с крытыми дворами — двойные и тройные дома, дома с крышами, покрытых досками, двухуровневые дома. Более современные постройки имеют открытые дворы.
На месте завода сейчас размещается лесопилка. Здание имеет современную архитектуру. От завода, в строительстве которого принимал участие талантливейший крепостной архитектор Кирилл Алексеевич Луценко (примерно 1818—1865 гг.), практически ничего не осталось.

### Иакинфиевская церковь
В 1780 году на холме в центре посёлка была воздвигнута с благословения Митрополита Тобольского при заводе своя собственная приходская деревянная церковь, освящённая во имя святого мученика Иакинфа, имя которое носил Иакинф Никитич Демидов. 25 марта 1802 года, вскоре после Божественной литургии, храм при сильном ветре сгорел дотла, от незагашенной за жертвенником свечи; ризница, утварь, иконостас, иконы, колокола, архив и прочее сгорело. В 1804 году на средства заводовладельцев Демидовых была заложена по благословению Преосвященного Иустина, епископа Пермского и Верхотурского, уже каменная, одноэтажная, трёхпрестольная церковь, оштукатуренная внутри и снаружи, покрытая железом. Правый придел был освящён в честь Нерукотворного Образа Спасителя в 1816 году, главный храм — во имя мученика Иакинфа 31 июля 1832 года, левый придел — во имя преподобного Кассиана Римлянина 30 июля 1832 года. Стены церкви были толщиною до 2-х аршин, но внутри был весьма тесен и неудобен, по причине каменных столбов, коими отделяются приделы от главного храма. Церковь освящалась в два света из 24 окон. Пол в храме был из чугунных плит. Первоначальная ограда вокруг храма была деревянная, обсаженная липами и берёзами, которая от ветхости разрушилась в 1895 году. Ограда была заменена новой каменной оградой с железными решётками в 1895 году. В июне 1898 года была заложена каменная колокольня вместо деревянной, и достроена в конце 1899 года. В 1901 году храм внутри окрашен масляною краской бирюзового цвета, на средства общества. Иконостас в храме был небольшой и недорогой, имелись иконы: Спасителя, Божией Матери, мученика Иакинфа и Николая Чудотворца, украшенные серебряными ризами, икона Преподобного Симеона Столпника и Божией Матери Всех скорбящих Радость. Первая икона сооружена в память мгновенного прекращения в первый день сентября свирепствовавшей здесь холеры в 1849 году, после усердной молитвы к Симеону Столпнику. Вторая икона сооружена в память прекращения в 1867 году свирепствовавшей здесь болезни, тифа, прекратившейся после горячей молитвы к небесной Заступнице. Кроме обычных крестных ходов совершался крестный ход ежегодно 1 сентября в память о прекращении холеры в заводе в 1849 году. Был установлен с 1849 года причт церкви из 1 священника, 1 диакона и псаломщика. Домов церковных для помещения причта было 4: дом, пожертвованный заводоуправлением для помещения в прежнее время священника (диакона), с усадебною землёй, два дома и флигель, с усадебною землёй, пожертвованные Висимо-Уткинским сельским обществом церкви. Один из этих домов приспособлен для помещения священника, другой с флигелем для помещения псаломщика и просфорни. При церкви имелось церковно-приходское попечительство.
С приходом Советской власти храм продолжал существовать ещё какое-то время. Священнослужители тайком проводили службы, но и их скоро не стало. Официальным годом закрытия церкви считают 1961. Здание было перестроено: снесена колокольня, слева пристроена котельная. Однако оно так и не пригодилось для каких-либо целей. Завод закрылся, жители разъехались, а те, кто остался, растаскивали храм по кирпичикам в личных целях. Не стало каменной ограды, обрушилась крыша и купола. Ризница, утварь, иконы, колокола, архив и прочее также пропало. От былого величия не осталось и следа. Церковь была закрыта в 1961 году, колокольня была снесена и построена котельная.

## Инфраструктура
В посёлке есть клуб, поликлиника, участковая больница (общая врачебная практика), пожарная часть, опорный пункт полиции и почта, работает продуктово-хозяйственный магазин. В посёлке есть мемориал в честь погибших в Великой Отечественной войне.

## Транспорт
Добраться до посёлка Висимо-Уткинска можно на рейсовых автобусах и маршрутных такси из Нижнего Тагила, как на прямых рейсах, так и на проходящих маршрутах, ежедневно, стоимость проезда от 179 рублей (по состоянию на 2019 год).
До Висимо-Уткинска можно добраться на автобусе из Нижнего Тагила.

## Промышленность
После 1917 года была организована артель «Электросвет», в 1930-х годах — колхоз. В 1952 году был организован леспромхоз. В 2008 году в связи с организацией Висимского заповедника был закрыт леспромхоз.

## Население
| 1959 | 1970  | 1979  | 1989  | 2002 | 2010 |
| ---- | ----- | ----- | ----- | ---- | ---- |
| 3238 | ↘1922 | ↘1487 | ↘1203 | ↘857 | ↘606 |

В посёлке родился герой Советского Союза Александр Кононов.